# June Middleton
June Margaret Middleton, née le 4 mai 1926 et morte le 30 octobre 2009, est une australienne ayant contracté la poliomyélite et qui vécut pendant plus de 60 ans dans un poumon d'acier. En 2006, elle est reconnue par le Livre Guinness des records comme la personne étant restée le plus longtemps dans un poumon d'acier.
June Middleton est née à Melbourne le 4 mai 1926, elle est la seule fille de Robert et Lucy Middleton. Ayant contracté la polio à l'âge de 22 ans, quelques mois avant son mariage, elle est placée dans un poumon d'acier le 5 avril 1949, et y restera pour le reste de sa vie. June passait 21 heures par jour dans l'appareil, qui lui procure une assistance respiratoire. Son fiancé est resté avec elle pendant cinq ans avant de finalement épouser une autre femme et de fonder une famille.
June a vécu à l'hôpital de Fairfield à Melbourne pendant plus de 40 ans. Elle a ensuite été transférée à l'hôpital Austin avant de déménager dans sa propre maison à Thornbury, qui était gérée par le Yooralla Ventilator Accommodation Support Service.
Militante des droits des personnes confinées dans des appareils de ventilation artificielle, elle était également une fan du Carlton Football Club. 
Le 5 avril 2009, June a fêté sa 60e année dans le poumon d'acier avec ses amis et son chien Angel à ses côtés.
Elle est morte à Thornbury le 29 octobre 2009, à l'âge de 83 ans.